# 50e régiment de marche
Pour les articles homonymes, voir 50e régiment.
Le 50e régiment d'infanterie de marche (ou 50e régiment de marche) est un régiment d'infanterie français, qui a participé à la guerre franco-allemande de 1870.

## Création et différentes dénominations
- 1er novembre 1870 : formation du 85e régiment d'infanterie de ligne bis
- 14 novembre 1870 : renommé 50e régiment d'infanterie de marche
- 11 juin 1871 : fusion dans le 50e régiment d'infanterie de ligne

## Historique
Le régiment est formé le 1er novembre 1870 à Besançon, sous le nom de 85e régiment d'infanterie de ligne bis, avec les 4e et 5e bataillons du 85e régiment d'infanterie de ligne (cinq compagnies par bataillon),.
Il est affecté mi-novembre à la 1re brigade de la 1re division d'infanterie du 20e corps d'armée,. Il est renommé 50e régiment de marche le 14 novembre 1870.
Avec son corps, le régiment participe à la campagne de l'armée de l'Est.
Après la fin de la guerre contre la Prusse, le régiment est envoyé en Algérie face à la révolte de Mokrani. Débarqué en mai à Alger[réf. souhaitée], il fusionne le 11 juin 1871 dans le 50e régiment d'infanterie de ligne.